# Hiroyuki Kobayashi
Hiroyuki Kobayashi (小林 宏之 Kobayashi Hiroyuki?), född 18 april 1980 i Hokkaido prefektur, är en japansk före detta fotbollsspelare.
Kobayashi började sin karriär 2003 i Urawa Reds. Med Urawa Reds vann han japanska ligacupen 2003. Efter Urawa Reds spelade han för Kawasaki Frontale, Yokohama FC, Fervorosa Ishikawa Hakuzan FC och TDK (Blaublitz Akita). 2008 flyttade han till Oita Trinita. Med Oita Trinita vann han japanska ligacupen 2008. 2011 flyttade han till Blaublitz Akita. Han avslutade karriären 2012.